# DHB-Pokal 1997/98
Der DHB-Pokal 1997/98 war die 24. Austragung des Handballpokalwettbewerbs der Herren. Das Finale fand am 5. April 1998 in der mit 4.200 Besuchern ausverkauften Alsterdorfer Sporthalle in Hamburg statt. Sieger wurde zum ersten Mal der THW Kiel.

## Modus
Es traten 112 Mannschaften aus der Bundesliga, der 2. Bundesliga, der Regionalliga, der Oberliga und dem Landesverband unterhalb der Oberliga im K.-o.-System gegeneinander an. Es wurden fünf Hauptrunden ausgetragen. Danach erfolgte die weitere Ausspielung mit zwei Halbfinalspielen und einem Finale im Final Four.

## 1. Runde
Die Begegnungen der 1. Runde fanden, ohne Beteiligung der 16 Erstligavereine, am 6. und 7. September 1997 statt.

### Nord
| Heimmannschaft         |   | Gastmannschaft            | Ergebnis                                                 |
| ---------------------- | - | ------------------------- | -------------------------------------------------------- |
| Stralsunder HV         | – | TSV Bremervörde           | 28:25                                                    |
| PSV/WHV Wilhelmshaven  | – | DHK Flensborg             | 22:23                                                    |
| TV Krefeld-Oppum       | – | ATSV Stockelsdorf         | 23:22                                                    |
| Ahlener SG             | – | Dessauer HV               | 31:32                                                    |
| VfL Bad Schwartau      | – | TSG Herdecke              | 40:23                                                    |
| VfL/BHW Hameln II      | – | HSG Spenge-Lenzinghausen  | 19:20 (9:9)                                              |
| HC 93 Bad Salzuflen    | – | HC Empor Rostock          | 19:26                                                    |
| TSG Hatten-Sandkrug    | – | SG Bremen-Ost             | 23:24                                                    |
| 1. SV Eberswalde       | – | VfL Eintracht Hagen       | 23:22                                                    |
| HSG Blau-Weiß Spandau  | – | HSG Tarp-Wanderup         | 28:18                                                    |
| TSV Barsinghausen      | – | TV Emsdetten              | ?                                                        |
| HSW Humboldt Berlin    | – | TV Jahn Duderstadt        | 19:27                                                    |
| MTV Obernkirchen       | – | HSG LEO Dortmund          | 20:18                                                    |
| Rinteln                | – | SG VTB Altjührden         | 31:37                                                    |
| Hamburger SV           | – | TSV Altenholz             | 23:25 (8:11)                                             |
| VfL Fredenbeck         | – | SV Post Schwerin          | 23:24                                                    |
| TV Menden-Schwitten    | – | TSG Bielefeld             | 16:21                                                    |
| SV Anhalt Bernburg     | – | Bramstedter TS            | 20:24                                                    |
| HSV Versmold           | – | Büdelsdorfer TSV          | 17:26                                                    |
| TSV Alt Duvenstedt     | – | HSG Nordhorn              | 20:31                                                    |
| TSV Kremperheide       | – | SG Flensburg-Handewitt II | 15:28                                                    |
| Reinickendorfer Füchse | – | TV Grambke Bremen         | 17:29                                                    |
| Eintracht Hildesheim   | – | SV Concordia Staßfurt     | 26:19                                                    |
| TSV Kronshagen         | – | SZ Ohrstedt               | 28:27 (23:23, 19:19, 15:15, 9:9) nach Siebenmeter-Werfen |

### Süd
| Heimmannschaft             |   | Gastmannschaft                 | Ergebnis    |
| -------------------------- | - | ------------------------------ | ----------- |
| HSV Suhl                   | – | TG Melsungen                   | 30:29 n. V. |
| EHV Aue                    | – | TV Altenkessel                 | 31:27       |
| TV Willstätt               | – | SG Eintracht Herrnsheim        | 38:18       |
| TV Knielingen              | – | TV Groß-Umstadt                | 21:34       |
| SG Langgöns/Dornholzhausen | – | SV Böblingen                   | 23:20       |
| SV Motor Meerane           | – | TSV Milbertshofen              | 22:21       |
| SG Solingen                | – | TV Hüttenberg                  | 32:20 n. V. |
| DJK SF Budenheim           | – | SG Leutershausen               | 20:39       |
| TV Hochdorf                | – | VfL Pfullingen                 | 19:24       |
| TSV Kuhardt                | – | CSG Erlangen                   | 22:35       |
| SSV Erfurt Nord            | – | HSV Düsseldorf                 | 17:32       |
| SSV Heidenau               | – | TSV Birkenau                   | 13:36       |
| SKV Oberstenfeld           | – | TSG Friesenheim                | 12:22       |
| DJK Unitas Haan            | – | TV Eitra                       | 26:22       |
| TV Dirmingen               | – | TSV Östringen                  | 25:23       |
| TV Gelnhausen              | – | HSG Römerwall                  | 20:22       |
| HG Saarlouis               | – | TSG Oßweil                     | 30:26       |
| TSV Lohr                   | – | HG Erlangen                    | 18:34       |
| Eintracht Wiesbaden        | – | Frisch Auf Göppingen           | 26:27       |
| TV Weilstetten             | – | HSG Dutenhofen/Münchholzhausen | 22:31       |
| SG Werratal 92             | – | TuS Schutterwald               | 21:29       |
| TuS Helmlingen             | – | TV Vallendar                   | 26:24 n. V. |
| TG Rotenburg               | – | HSC Bad Neustadt               | 21:24       |
| Pulheimer SC               | – | TV Angermund                   | 21:28       |

## 2. Runde
Die Begegnungen der 2. Runde fanden am 8. Oktober 1997 statt.
| Heimmannschaft             |   | Gastmannschaft                 | Ergebnis                   |
| -------------------------- | - | ------------------------------ | -------------------------- |
| HSG Spenge-Lenzinghausen   | – | THW Kiel                       | 25:30 (10:14)              |
| TV Grambke Bremen          | – | VfL Bad Schwartau              | 24:25 (11:13)              |
| Stralsunder HV             | – | TSG Bielefeld                  | 21:19 ( 6: 9)              |
| Büdelsdorfer TSV           | – | TBV Lemgo                      | 20:31 (11:16)              |
| HSG Nordhorn               | – | SG Hameln                      | 26:33 (12:16)              |
| Dessauer HV                | – | OSC Rheinhausen                | 22:27 (15:13)              |
| SV Post Schwerin           | – | TuS Nettelstedt                | 22:28 (10:13)              |
| 1. SV Eberswalde           | – | SG Flensburg-Handewitt         | 13:30 ( 7:12)              |
| Bramstedter TS             | – | SG Flensburg-Handewitt II      | 17:21 ( 9:11)              |
| TSV Altenholz              | – | HC Empor Rostock               | 22:24 ( 8:11)              |
| SG Bremen Ost              | – | GWD Minden                     | 14:42 ( 8:18)              |
| MTV Obernkirchen           | – | Eintracht Hildesheim           | 21:27 ( 8: 8)              |
| SG VTB Varel-Altjührden    | – | DHK Flensborg                  | 25:21 (10:12)              |
| TV Krefeld-Oppum           | – | TV Jahn Duderstadt             | 26:34 (16:15)              |
| TSV Kronshagen             | – | HSG Blau-Weiß Spandau          | 23:33 ( 8:16)              |
| TV Emsdetten               | – | SC Magdeburg                   | 24:30 (11:16)              |
| SG Solingen                | – | SG Wallau/Massenheim           | 25:30 (11:15)              |
| HSV Düsseldorf             | – | LTV/WSV Wuppertal              | 28:23 (15:10)              |
| HSC Bad Neustadt           | – | Frisch Auf Göppingen           | 22:21 (11:10)              |
| SG Langgöns/Dornholzhausen | – | TUSEM Essen                    | 22:36 (10:17)              |
| EHV Aue                    | – | HSG Dutenhofen/Münchholzhausen | 25:26 (11:12)              |
| HG Erlangen                | – | TV Niederwürzbach              | 18:33 (10:17)              |
| VfL Pfullingen             | – | ThSV Eisenach                  | 29:23 (12:11)              |
| HSV Suhl                   | – | TV Großwallstadt               | 21:22 ( 7:13)              |
| HG Saarlouis               | – | SG Leutershausen               | 27:32 (15:15)              |
| TSV Birkenau               | – | TuS Schutterwald               | 19:33 (12:16)              |
| TV Willstätt               | – | TSG Friesenheim                | 26:29 n. V. (23:23, 12:14) |
| CSG Erlangen               | – | TSV Bayer Dormagen             | 24:30 ( 9:16)              |
| TuS Helmlingen             | – | TV Angermund                   | 17:22 ( 5: 7)              |
| DJK Unitas Haan            | – | HSG Römerwall                  | 21:30 (12:14)              |
| TV Groß-Umstadt            | – | TV Östringen                   | 17:29 ( 6: 9)              |
| SV Motor Meerane           | – | VfL Gummersbach                | 18:29 ( 8:13)              |

## 3. Runde
Die Begegnungen der 3. Runde fanden hauptsächlich am 3. Dezember 1997 statt.
| Heimmannschaft                 |   | Gastmannschaft         | Ergebnis                             |
| ------------------------------ | - | ---------------------- | ------------------------------------ |
| Eintracht Hildesheim           | – | THW Kiel               | 22:33 (8 :13)                        |
| TV Niederwürzbach              | – | GWD Minden             | 26:20 (12: 9)                        |
| HSG Römerwall                  | – | HSV Düsseldorf         | 21:24                                |
| Stralsunder HV                 | – | TSG Friesenheim        | 24:19 (12: 8)                        |
| TBV Lemgo                      | – | TSV Bayer Dormagen     | 24:19 (15:13)                        |
| HSG Blau-Weiß Spandau          | – | OSC Rheinhausen        | 24:26 (11:17)                        |
| TV Angermund                   | – | HC Empor Rostock       | 22:24 ( 8:13)                        |
| HSG Dutenhofen/Münchholzhausen | – | TUSEM Essen            | 26:25 (11: 9)                        |
| SG Flensburg-Handewitt II      | – | SC Magdeburg           | 17:35 ( 7:15)                        |
| VfL Pfullingen                 | – | TV Großwallstadt       | 40:39 (33:33, 27:27, 13:13) n. 2. V. |
| HSC Bad Neustadt               | – | TuS Schutterwald       | 23:25 (11:10)                        |
| TV Jahn Duderstadt             | – | SG Hameln              | 21:30 (11:15)                        |
| SG Wallau/Massenheim           | – | TuS Nettelstedt        | 33:28 (16:12)                        |
| VfL Bad Schwartau              | – | TV Östringen           | 23:17                                |
| SG VTB Varel-Altjührden        | – | VfL Gummersbach        | 25:28 (13:13)                        |
| SG Leutershausen               | – | SG Flensburg-Handewitt | 27:21 (12: 8)                        |

## 4. Runde
Die Begegnungen der 4. Runde fanden hauptsächlich am 7. Januar 1998 statt.
| Heimmannschaft                 |   | Gastmannschaft    | Ergebnis                           |
| ------------------------------ | - | ----------------- | ---------------------------------- |
| HC Empor Rostock               | – | THW Kiel          | 26:30 (13:12)                      |
| VfL Pfullingen                 | – | SG Leutershausen  | 28:27 n. V. (23:23, 11:13)         |
| HSV Düsseldorf                 | – | TV Niederwürzbach | 21:28 ( 6:13)                      |
| HSG Dutenhofen/Münchholzhausen | – | TuS Schutterwald  | 27:28 (24:24, 22:22, 6:6) n. 2. V. |
| VfL Bad Schwartau              | – | SG Hameln         | 27:18 (13: 9)                      |
| Stralsunder HV                 | – | OSC Rheinhausen   | Stralsund kampflos weiter          |
| TBV Lemgo                      | – | SC Magdeburg      | 25:20 (13: 8)                      |
| SG Wallau/Massenheim           | – | VfL Gummersbach   | 24:25 (13:10)                      |

## 5. Runde
Die Begegnungen der 5. Runde fanden hauptsächlich am 4. Februar 1998 statt.
| Heimmannschaft    |   | Gastmannschaft    | Ergebnis                   |
| ----------------- | - | ----------------- | -------------------------- |
| THW Kiel          | – | VfL Gummersbach   | 30:28 (14:12)              |
| TuS Schutterwald  | – | VfL Bad Schwartau | 26:22 (20:20, 12:11) n. V. |
| VfL Pfullingen    | – | TBV Lemgo         | 24:30 (11:13)              |
| TV Niederwürzbach | – | Stralsunder HV    | 34:19 (19:10)              |

## Final Four
Die Pokalendrunde wurde am 4. und 5. April 1998 in der Alsterdorfer Sporthalle in Hamburg ausgetragen.

### Halbfinale
Die Halbfinalspiele wurden am 4. April 1998 ausgetragen.
| Heimmannschaft |   | Gastmannschaft    | Ergebnis      |
| -------------- | - | ----------------- | ------------- |
| TBV Lemgo      | – | TV Niederwürzbach | 26:30 (13:13) |
| THW Kiel       | – | TuS Schutterwald  | 28:24 (13:14) |

### Finale
Das Finale um den DHB-Pokal wurde am 5. April 1998 um 15.00 Uhr ausgetragen.
| Heimmannschaft |   | Gastmannschaft    | Ergebnis     |
| -------------- | - | ----------------- | ------------ |
| THW Kiel       | – | TV Niederwürzbach | 30:15 (11:6) |

THW Kiel: Stojanović, Krieter – Wislander (3), Siemens (2), Schwenke  (2), Menzel (2), Peruničić (6/2), Petersen (1), Knorr (6), Schmidt (2), Scheffler (3), Olsson (4)
TV Niederwürzbach: Lawrow, Rocksien – Schaaf (2), Haller, Beilschmied , Dittert , Schwarzer (5), Olavsson, Rothenpieler (2), Baur (2), Hartz, Jovanović  (4/1)